# أندري تكاتشوك
أندري تكاتشوك (بالأوكرانية: Ткачук Андрій Миколайович) هو لاعب كرة قدم أوكراني في مركز الوسط، ولد في 18 نوفمبر 1987 في جيتومير في أوكرانيا. لعب مع أرسنال كييف ونادي فورسكلا بولتافا ونادي كارباتي لفيف.

## وصلات خارجية
- أندري تكاتشوك على موقع اتحاد أوكرانيا (الإنجليزية)
- أندري تكاتشوك على موقع قاعدة بيانات كرة القدم.إي يو (الإنجليزية)
- أندري تكاتشوك على موقع Soccerway.com (الإنجليزية)
- أندري تكاتشوك على موقع عالم كرة القدم.نت (الإنجليزية)